# Técnica de la hematoxilina férrica de Weigert

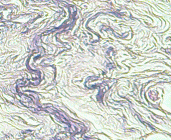
Fibras elásticas teñidas de azul.

La técnica de la hematoxilina férrica de Weigert es una combinación de tinciones utilizados en histología que resulta útil en la identificación de fibras elásticas. 
Resulta de la combinación de Orceina, Resorcinol y Fucsina.

## Resultados
- Fibras elásticas: Azul
- Núcleo celular: Azul o rojo